# Apocalipse 13
Apocalipse 13 é o décimo-terceiro capítulo do Livro do Apocalipse (também chamado de "Apocalipse de João") no Novo Testamento da Bíblia cristã. O livro todo é tradicionalmente atribuído a João de Patmos, uma figura geralmente identificada como sendo o apóstolo João.
Neste capítulo aparece a Besta do Apocalipse e sua famosa marca, o número 666.

## Texto
O texto original está escrito em grego koiné e contém 18 versículos. Alguns dos mais antigos manuscritos contendo porções deste capítulo são:
- Papiro 115 (c. 275, versículos 1-3, 6-16, 18)
- Papiro 47 (século III, completo)
- Codex Sinaiticus (330-360, completo)
- Codex Alexandrinus (400-440, completo)
- Codex Ephraemi Rescriptus (c. 450, completo)

## Estrutura

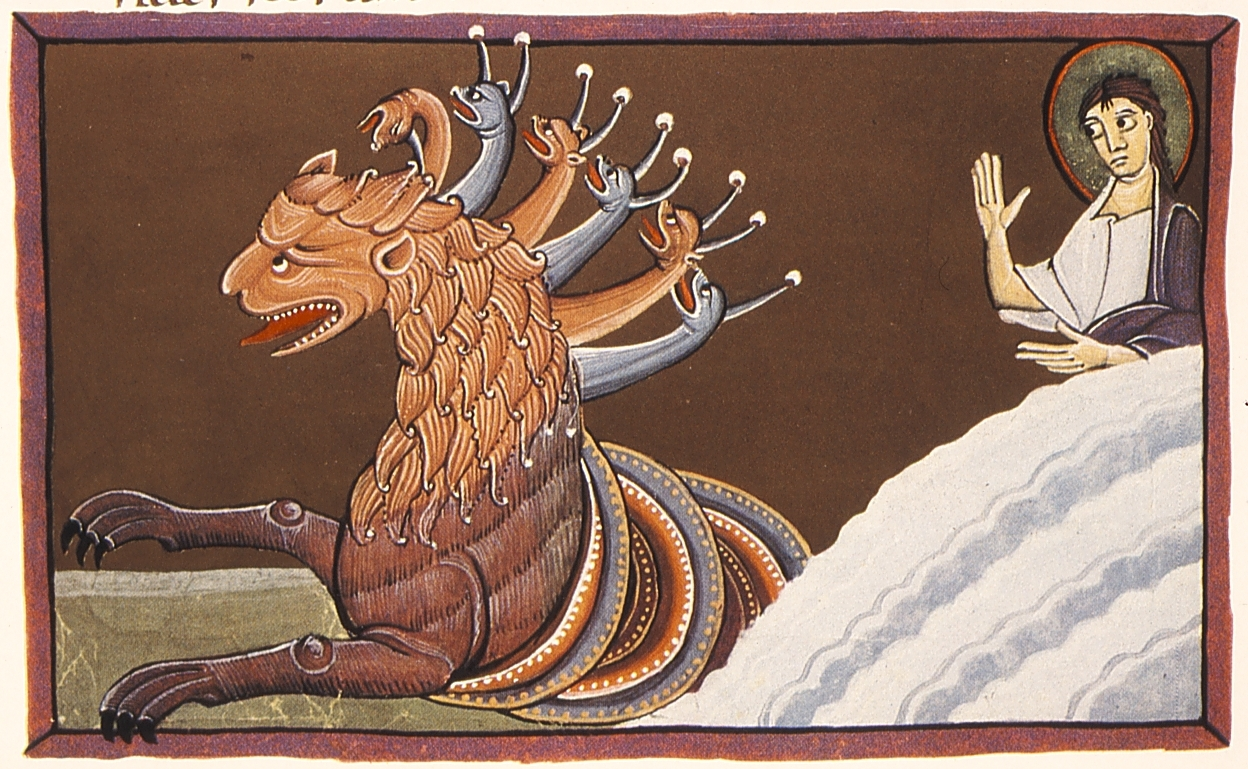
A "besta do mar" com suas sete cabeças.
Iluminura da Bíblia de Bamberg (c. 1000).

Este capítulo pode ser dividido em duas seções distintas:
- "A Besta do Mar" (versículos 1-10)
- "A Besta da Terra" (versículos 11-18)

## Conteúdo
Este capítulo apresenta duas "bestas", uma saída do mar e outra da terra, que vieram para atormentar a humanidade. Segundo João, a besta do mar "tinha dez chifres e sete cabeças, e sobre os seus chifres dez diademas, e sobre as suas cabeças nomes de blasfêmia .... era semelhante a um leopardo, os seus pés eram como os de urso e a sua boca como a boca de leão". Seu poder foi dado pelo dragão, que apareceu em Apocalipse 12, e todos a adoraram. Durante 42 meses a besta blasfemou e guerreou contra os santos, vencendo-os. João termina sua descrição da besta do mar com um alerta:
| “ | «Se alguém é para o cativeiro, para o cativeiro vai: se alguém matar à espada, é necessário que seja morto à espada. Aqui está a perseverança e a fé dos santos.» (Apocalipse 13:10) | ” |

A besta da terra, segundo João, "tinha dois chifres semelhantes aos de um cordeiro, e que falava como dragão." Ela estava subordinada à primeira besta e exercitava seu poder na terra através de milagres e convencendo os homens a construírem imagens para adorá-la. Esta imagem falava e tinha o poder de matar todos os que não a adorassem. Num trecho bastante famoso do Apocalipse, esta besta "fez que lhes fosse dada uma marca na mão direita ou na testa, a fim de que ninguém pudesse comprar ou vender senão o que tivesse a marca, o nome da besta ou o número do seu nome":
| “ | «Aqui está a sabedoria. Aquele que tem inteligência, calcule o número da besta; porque é o número de homem. O seu número é seiscentos e sessenta e seis.» (Apocalipse 13:18) | ” |